# War Office Propaganda
War Office Propaganda – wytwórnia płytowa założona w 2004 przez Marcina Bachtiaka i Roberta Marciniaka, wydająca muzykę awangardową – industrial, dark ambient, neofolk, czy martial industrial. Od lipca 2007 działa pod nazwą Rage In Eden Records.
Wydała płyty m.in.: Rukkanor, Cold Fusion, Haven, Dead Men's Hill, Genetic Transmission, Harvest Rain, Toroidh, Outofsight.